# آيا إيرين
آيا إيرين (باليونانية: Αγίας Ειρήνης)‏ أو آيا إيريني (باليونانية البيزنطية: Ἁγία Εἰρήνη، «السلام المقدس»، بالتركية: Aya İrini)، تُعرف أحيانًا باسم سانت إيرين، وهي كنيسة أرثوذكسية شرقية تقع في الفناء الخارجي لقصر طوب قابي في إسطنبول. وهي من الكنائس القليلة في إسطنبول التي لم يتم تحويلها إلى مسجد، حيث كانت تًستخدم كترسانة لتخزين الأسلحة حتى القرن التاسع عشر. تعمل آيا إيرين اليوم كمتحف وقاعة للحفلات الموسيقية.

## التاريخ

### التسمية
كانت الكنيسة مكرسة لسلام الله، وهي واحدة من الأضرحة الثلاثة التي كرسها الأباطرة لصفات الله، جنبًا إلى جنب مع آيا صوفيا (الحكمة) وآيا ديناميس.

### عمارة الكنيسة

قسم ينظر إلى الجنوب الغربي.

يشتهر المبنى بأنه يقع في موقع معبد ما قبل المسيحية. تم تصنيفها كأول كنيسة تم الانتهاء منها في القسطنطينية، قبل آيا صوفيا، أثناء تجليها من مستعمرة تجارية يونانية إلى العاصمة الشرقية للإمبراطورية الرومانية. وفقًا للتقاليد اللاحقة، أمر الإمبراطور الروماني قسطنطين العظيم بإنشاء أول كنيسة آيا إيرين في القرن الرابع، والتي اكتملت بنهاية عهده (337). كانت بمثابة كنيسة للبطريركية قبل اكتمال آيا صوفيا عام 360 في عهد قنسطانطيوس الثاني. أثناء ثورة نيكا في عام 532، أُحرقت آيا إيرين. قام الإمبراطور جستينيان الأول بإعادة بناء الكنيسة عام 548. ثم تضررت مرة أخرى بسبب زلزال 740 القسطنطينية في 20 أكتوبر 740، حوالي ستة أشهر قبل وفاة ليو الثالث. أمر الإمبراطور قسطنطين الخامس بالترميمات وزُينت من الداخل بالفسيفساء واللوحات الجدارية. نجت بعض الترميمات من هذا الوقت حتى الوقت الحاضر.
يُظهر إعادة الإعمار في عهد جستينيان الأول تغيرًا في بنية الأتريوم والنارثكس، والتي ظلت سليمة بعد الزلزال. خلقت الاستعادة بعد الزلزال أساسًا أقوى للكنيسة. قبل إعادة بنائها، واجهت الكنيسة مشاكل هيكلية كبيرة. أنشأ هذا الترميم خطة ذات قبة متقاطعة على مستوى المعرض مع الاستمرار في الحفاظ على خطة البازيليكا الأصلية على مستوى الأرض. يمكن العثور على الرواق إلى الغرب، ويسبقه الأتريوم، ثم الحنية على الجانب الشرقي. لا تزال آيا إيرين تحتفظ بقبتها ولها أسقف مرتفعة في الجوانب الشمالية والغربية والجنوبية للكنيسة. يبلغ عرض القبة نفسها 15 مترًا وارتفاعها 35 مترًا وتحتوي على عشرين نافذة. تتميز آيا إيرين بالشكل النموذجي للبازيليكا الرومانية، التي تتكون من صحن وممرين، مقسمان إلى ثلاثة أزواج من الأرصفة. هذا يساعد في دعم صالات العرض فوق الرواق. ترتبط الأقواس نصف الدائرية أيضًا بالتيجان مما يساعد أيضًا في دعم صالات العرض أعلاه.
الفن داخل الكنيسة
في التقليد البيزنطي، هناك بقايا فريدة من حرب الأيقونات البيزنطية داخل الكنيسة. تم تغطية نصف الحنية والعتبة المقوسة بالفسيفساء. توجد أيضًا اللوحات الجدارية التي يمكن العثور عليها في الممر الجانبي الجنوبي. يعود تاريخ هذه الفسيفساء إلى القرن الثامن تقريبًا. كان هذا خلال وقت الزلزال الذي يمكن أن يعود تاريخ معظم الأجزاء العليا للكنيسة إليه. ويوجد أيضًا صليب من الفسيفساء محدد باللون الأسود مع أرضية ذهبية. النهايات متوهجة مع وجود أشكال دمعة في النهاية. يمتد هذا حول قاعدة شبه القامة. تم وضع الصليب خلال إعادة الإعمار من قِبل قسطنطين الخامس، والتي كانت خلال سنوات تحطيم الأيقونات. يوجد على العتبة المقوسة نقش للمزمور 64 الآيات 4-5 على الجانب الداخلي، ثم على الجانب الخارجي يوجد نقش من عاموس 6 الآية 6. هناك أدلة على حدوث تغييرات في هذه النقوش أيضًا. تُفصِّل النقوش مدحًا للكنيسة باعتبارها بيت الرب. تم استخدام الآيات، وخاصة المزمور، كمصدر إلهام لبعض الفسيفساء في آيا صوفيا.
آيا إيرين تحمل أيضا سينثرونون. السينثرونون هو هو هيكل متدرج نصف دائري في الجزء الخلفي من المذبح في الحنية. خلال القداس الإلهي، هذا هو المكان الذي يجلس فيه رجال الدين. هذا هو السينثرونون الوحيد الذي نجا في المدينة من العصر البيزنطي.

### الصليب على القبة
استبدل بالعثمانيين الصليب الموجود أعلى القبة برمز الإسلام التركي، الهلال.

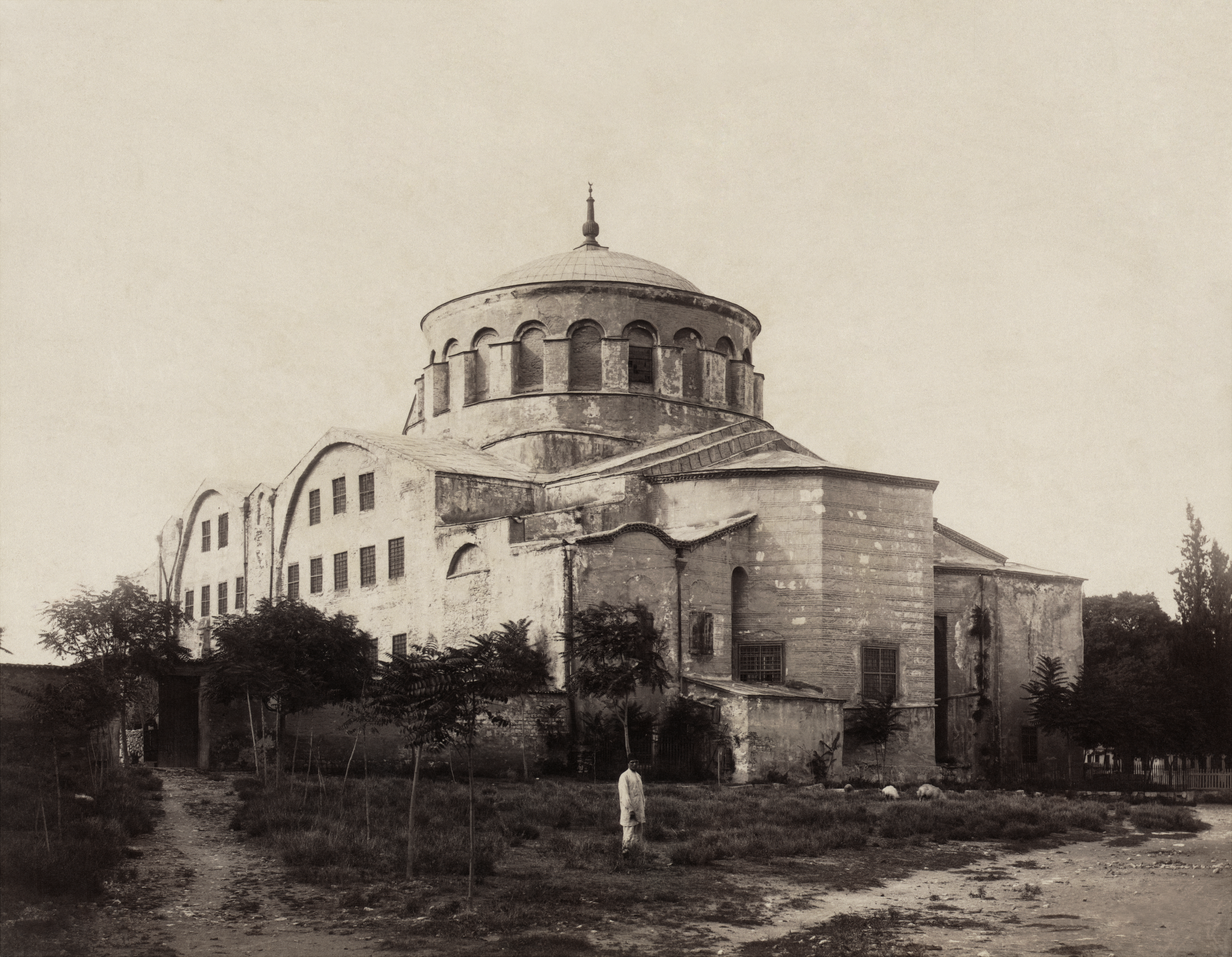
آيا إيرين (الصورة بين 1888 و 1910). يعود تاريخ المبنى الحالي إلى عام 532. كانت سلفها أول كنيسة أمر بها قسطنطين في القسطنطينية.

### ترسانة
بعد الفتح العثماني للقسطنطينية عام 1453 من قِبل محمد الثاني، تم وضع الكنيسة داخل أسوار قصر طوب قابي. واستخدمت الإنكشارية الكنيسة باعتبارها ترسانة (Cebehane) حتى 1826. كما تم استخدامه كمستودع للمعدات العسكرية ومستودع لجوائز الأسلحة والشعارات العسكرية التي أخذها الأتراك. في عهد السلطان أحمد الثالث (1703-1730) تم تحويلها إلى المتحف العسكري الوطني عام 1726.

### قاعة الحفلات الموسيقية
اليوم، تعمل آيا إيرين بشكل أساسي كقاعة للحفلات الموسيقية لعروض الموسيقى الكلاسيكية، نظرًا لخصائصها الصوتية غير العادية وأجواءها المثيرة للإعجاب. تقام هنا العديد من الحفلات الموسيقية لمهرجان إسطنبول الدولي للموسيقى كل صيف منذ عام 1980.
في عام 2000، قدم مصمم الأزياء الراقية التركي فاروق ساراج عرضًا خاصًا هنا. تم عرض مجموعة من 700 قطعة مصممة مستوحاة من السلاطين العثمانيين، بما في ذلك أردية 36 سلاطين تتراوح من عثمان الأول، مؤسس الدولة العثمانية إلى آخر سلطان، محمد السادس. ورافق العرض موسيقى وقصة حياة السلاطين ومظاهرات رقص من العهد العثماني.
لسنوات عديدة، كان الوصول إلى آيا إيرين متاحًا فقط خلال الأحداث أو بإذن خاص، لكن المتحف كان مفتوحًا للجمهور كل يوم ما عدا الثلاثاء منذ يناير 2014.

## معرض الصور

آيا إيرين
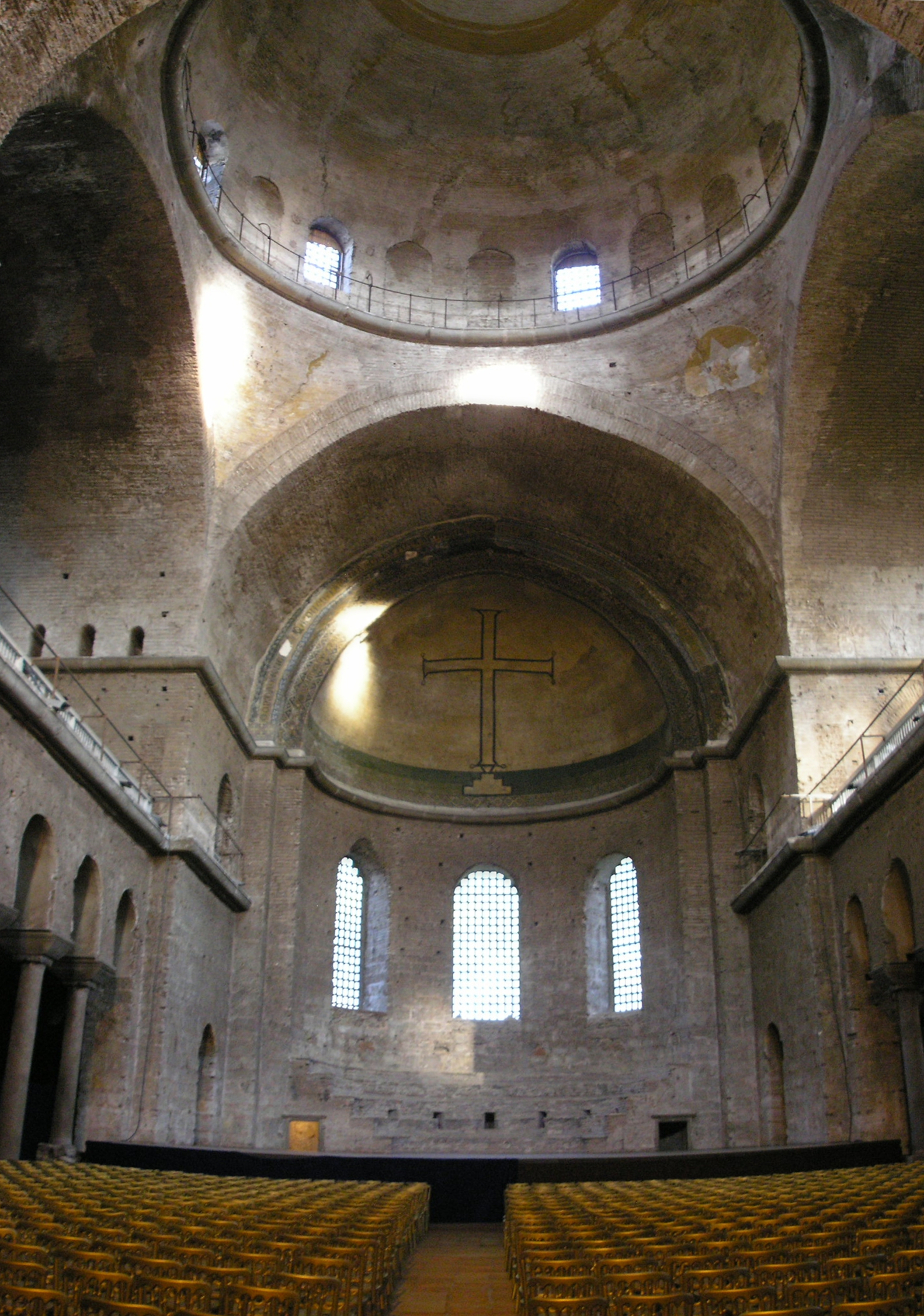
حنية الكنيسة بالصليب
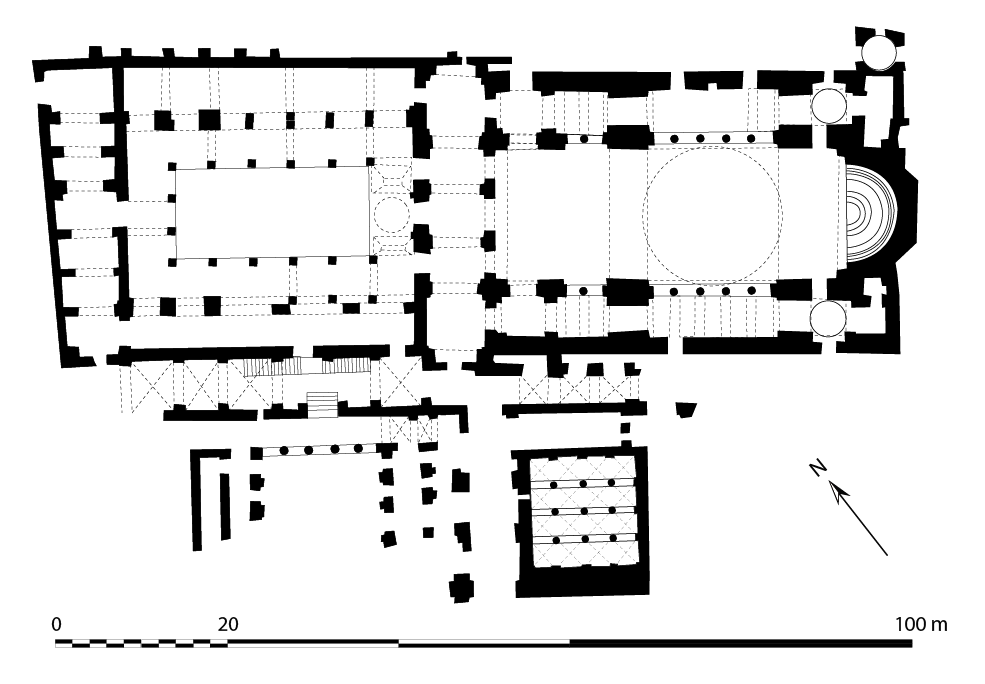
المخطط الأرضي للكنيسة
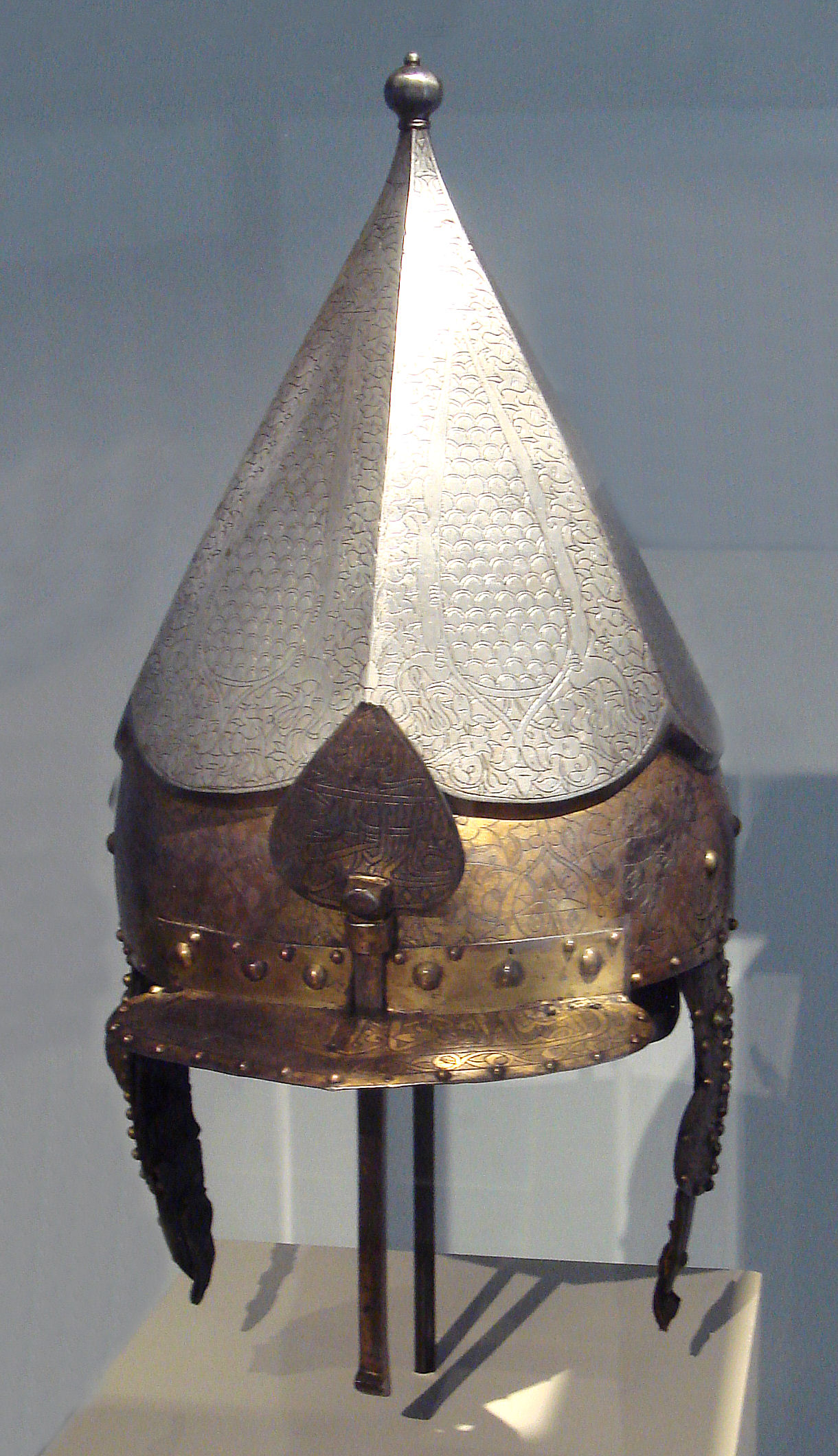
خوذة عثمانية، عليها علامات ترسانة سانت إيرين، القسطنطينية، حوالي 1520. متحف الجيش.
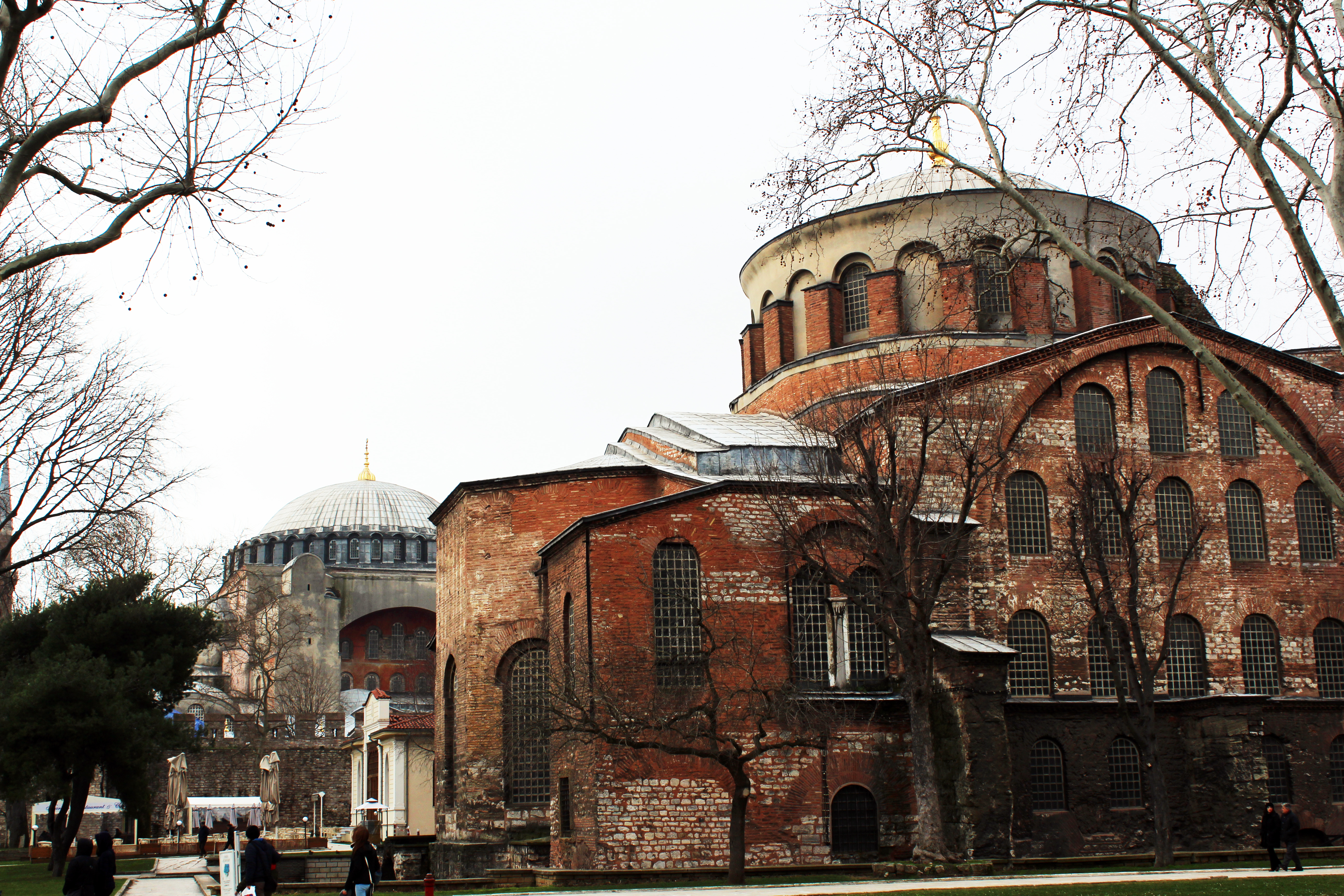
آيا إيرين مع آيا صوفيا في الخلف
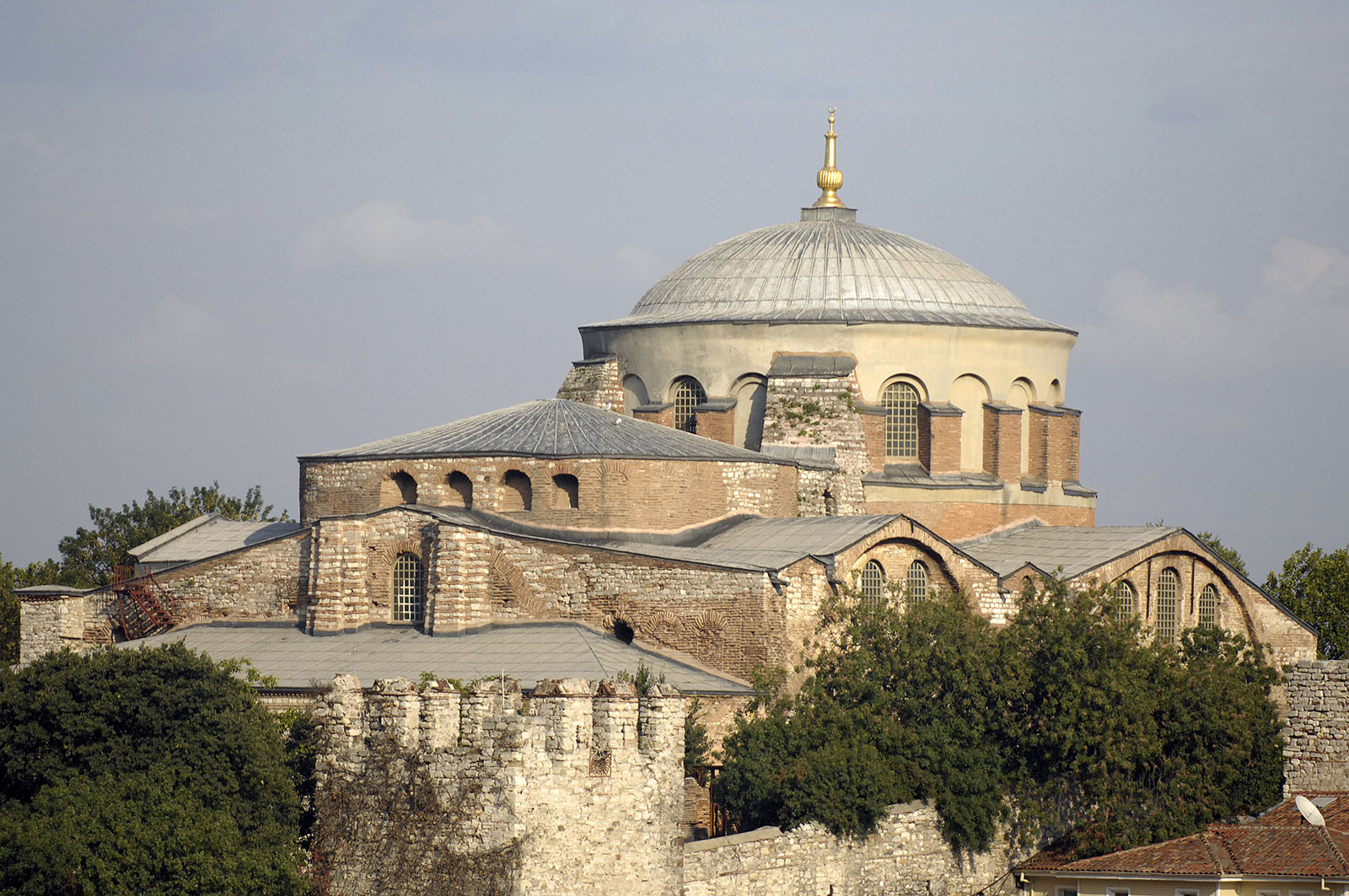
سقف كنيسة آيا إيرين من بعيد
كنيسة آيا إيرين من الخارج من الغرب
كنيسة آيا إيرين من الخارج
كنيسة آيا إيرين من الخارج
كنيسة آيا إيرين من الخارج
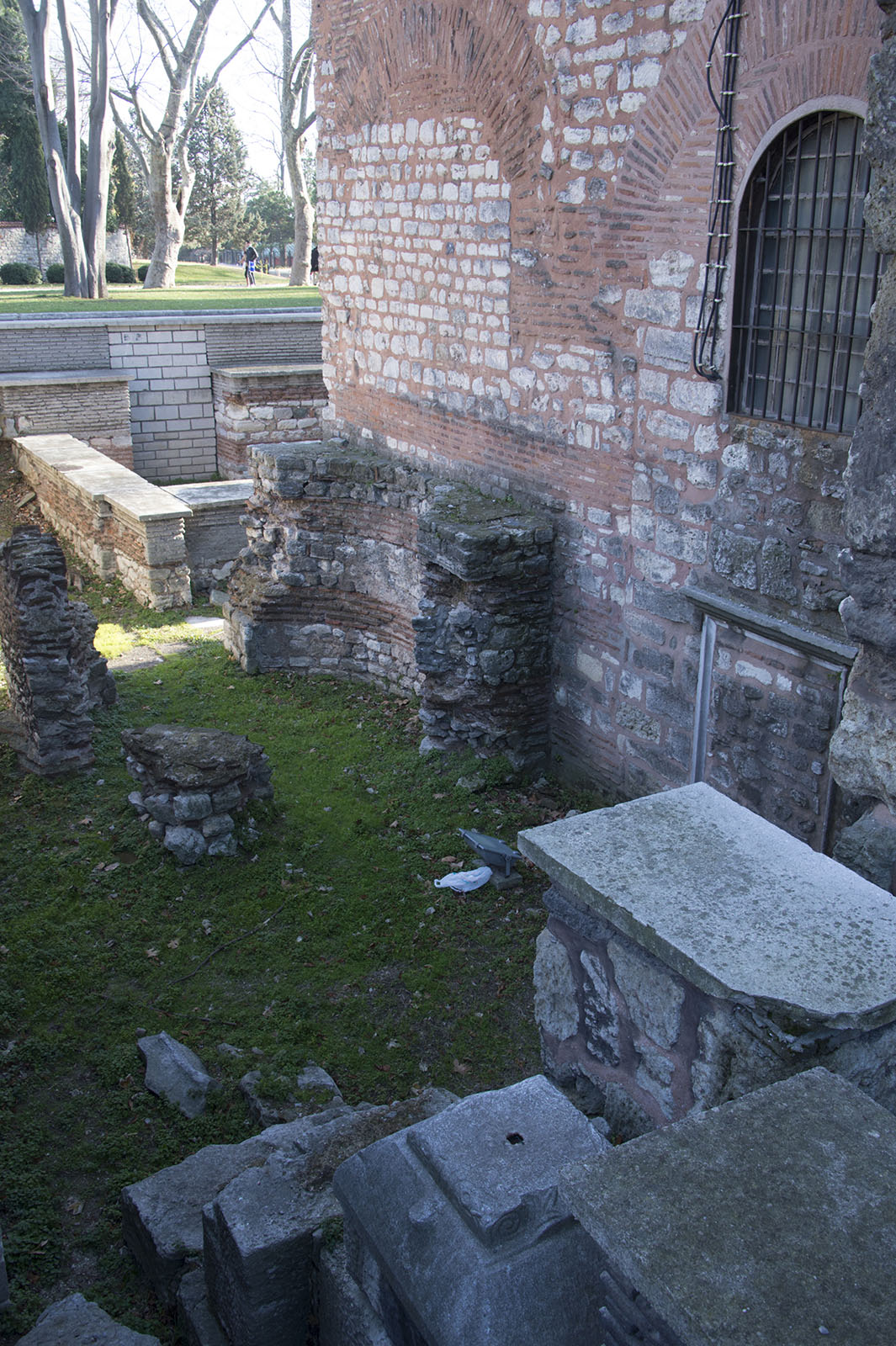
كنيسة آيا إيرين الداخلية
كنيسة آيا إيرين الداخلية
حنية في كنيسة آيا إيرين
كنيسة آيا إيرين الداخلية
مجاز كنيسة آيا إيرين
مجاز كنيسة آيا إيرين
كنيسة آيا إيرين من الرواق
أتريوم كنيسة آيا إيرين
كنيسة آيا إيرين الداخلية
تيجان كنيسة آيا إيرين

## فهرس
- Akşit، I. (2005). Hagia Sophia: Akşit Kültür ve Turizm Yayincilik. ISBN:978-975-7039-07-5.978-975-7039-07-5
- بوجدانوفيتش يلينا، «آيا إيرين»، 2008، موسوعة العالم اليوناني، القسطنطينية
- Davis، Fanny (1970). Palace of Topkapi in Istanbul. ASIN:B000NP64Z2.
- بحرية يا جون؛ كاكماك، أحمد (2004). الآثار البيزنطية في إسطنبول . صحافة جامعة كامبرج. ص. 136-143.(ردمك 0521772575)رقم ISBN 0521772575
- «إيرين، كنيسة القديس أكسفورد المرجعي» . دوى: 10.1093 / acref / 9780195046526.001.0001 / acref-9780195046526-e-2506 .
- Janin, Raymond (1953). "Le Siège de Constantinople et le Patriarcat Oecuménique". Institut Français d'Etudes Byzantines (بالفرنسية). Paris. 3rd Vol.: Les Églises et les Monastères (part 1).
- Kazhdan (ed.)، Alexander (1991). "Church of Saint s.v.Irene". Oxford University Press. 2nd of 3 vols. ISBN:978-0195046526. {{استشهاد بدورية محكمة}}: |الأخير= باسم عام (مساعدة)978-0195046526
- Krautheimer، Richard (1984). Early Christian and Byzantine Architecture. New Haven, CT: Yale University Press. ISBN:978-0-300-05294-7.978-0-300-05294-7
- Necipoğlu، Gülru (1991). Architecture, ceremonial, and power: The Topkapi Palace in the fifteenth and sixteenth centuries. Cambridge, Massachusetts: The MIT Press. ISBN:978-0-262-14050-8.978-0-262-14050-8
- ميلينجن، وألكساندر فان، ورامسي تراكوير، ووالتر إس جورج، وآرثر إي. هندرسون. الكنائس البيزنطية في القسطنطينية: تاريخها وهندستها المعمارية. لندن: شركة ماكميلان وشركاه المحدودة، ١٩١٢. مطبعة.
- Musilek و Josef و Lubos Podolka و Monika Karkova ، «البناء الفريد لكنيسة آيا إيرين في إسطنبول لتدريس العمارة البيزنطية.» الهندسة المسعرة، 161 (2016): 1745-750. الويب.
- بيرر، ستيوارت (1989). «درع أوروبي من الترسانة الإمبراطورية العثمانية». مجلة متحف متروبوليتان . 24 : 85-116 جايستور 1512872

## روابط خارجية
- بيزنطة 1200 | آيا إيرين
- أكثر من 100 صورة من الداخل والخارج